# Кортмен, Перси
Перси Кортмен (англ. Percy Courtman, 14 мая 1888 — 2 июня 1917) — британский пловец, призёр Олимпийских игр 1912 года.
Кортмен родился в 1888 году в  Чорлтон-кам-Харди возле Манчестера. В 1908 году он принял участие в Олимпийских играх в Лондоне, где состязался на дистанции 200 м брассом, но не завоевал медалей. В 1912 году на Олимпийских играх в Стокгольме он стал обладателем бронзовой медали на дистанции 400 м брассом, а на дистанции 200 м брассом стал 4-м.
Перси Кортмен погиб во время Первой мировой войны во Франции под Невиль-Буржонвалем в департаменте Па-де-Кале.